# نوتروفیلی
نوتروفیلی (انگلیسی: Neutrophilia) (که به آن لکوسیتوز نوتروفیل neutrophil leukocytosis یا گاهی اوقات نوتروسیتوز neutrocytosis نیز گفته می‌شود) لکوسیتوز نوتروفیل‌ها است، یعنی شمار بالای نوتروفیل‌ها در خون. از آنجایی که نوتروفیل‌ها نوع اصلی گرانولوسیت‌ها هستند، ذکر گرانولوسیتوز اغلب از نظر معنایی با نوتروفیلی همپوشانی دارد.
نقطه مقابل نوتروفیلی، نوتروپنی است.

## علل
نوتروفیل‌ها گلبول‌های سفید اولیه هستند که به عفونت باکتریایی پاسخ می‌دهند، بنابراین شایع‌ترین علت نوتروفیلی عفونت باکتریایی، به ویژه عفونت‌های پیوژنیک است.
میزان نوتروفیل‌ها همچنین در هر التهاب حاد افزایش می‌یابند، بنابراین پس از حمله قلبی، انفارکتوس دیگر یا سوختگی افزایش می‌یابند.
برخی از داروها، مانند پردنیزون، اثری مشابه کورتیزول و آدرنالین (اپی‌نفرین) دارند و باعث می‌شوند نوتروفیل‌های حاشیه‌ای وارد جریان خون شوند.
نوتروفیلی همچنین ممکن است نتیجه یک بدخیمی باشد.  لوسمی میلوژن مزمن (CML یا لوسمی میلوئیدی مزمن) بیماری است که در آن سلول‌های خونی خارج از کنترل تکثیر می‌شوند. این سلول‌ها ممکن است نوتروفیل باشند. نوتروفیلی همچنین می‌تواند در اثر آپاندیسیت و طحال‌برداری ایجاد شود.
نوتروفیلی اولیه افزون بر این می‌تواند ناشی از کمبود چسبندگی لکوسیت باشد.